# Cirrospilus fuscipennis
Cirrospilus fuscipennis är en stekelart som först beskrevs av Girault 1916.  Cirrospilus fuscipennis ingår i släktet Cirrospilus och familjen finglanssteklar. Inga underarter finns listade i Catalogue of Life.